# Lodron detti di Castellano e Castelnuovo
Il ramo lagarino dei Lodron o il ramo di Castellano e Castelnuovo (1456 - 1703) è stato un ramo della famiglia Lodron che ha dominato sul Feudo di Castellano e Castelnuovo. 

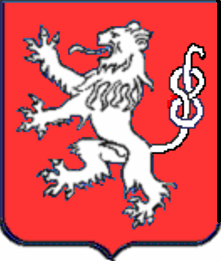
Stemma Lodron

## Storia

### La nascita del ramo di Castellano-Castelnuovo

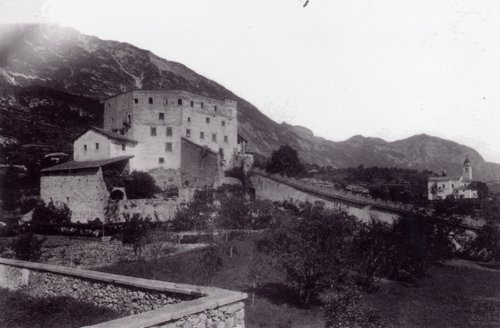
il Castello di Castellano circa 1910

Nel 1456 Giorgio Lodron e Pietro Lodron furono incaricati dal principe vescovo di Trento Giorgio Hack di conquistare le roccaforti di Castelnuovo, Castellano, Nomi e Castel Corno che Giovanni Castelbarco non intendeva riconoscere come feudi di Trento. I fratelli Lodron, in breve riuscirono nell'impresa e catturarono Giovanni Castelbarco a Castelnuovo dove sembra morì in prigione poco dopo. I Lodron si tennero Castelnuovo e Castellano. 
In una successiva divisione tra i due fratelli Lodron Pietro ebbe i feudi lagarini di Castelnuovo e di Castellano assieme a Castel Romano nelle Giudicarie, terra di loro provenienza.
I discendenti di Pietro si divisero le proprietà in modo che il figlio Martino Lodron si tenne Castel Romano, castello avito nelle Giudicarie ed i figli di Paride Lodron, l'altro figlio di Pietro, i due castelli lagarini.
Paride ebbe 13 figli dei quali 6 maschi ma alla fine solamente a Nicolò Maria Lodron spettò Castelnuovo e ad Agostino Lodron il Feudo di Castellano.
Agostino fu il capostipite dei Lodron lagarini detti di Castellano, questa linea ebbe breve durata finì con la morte Agostino II Lodron, di Felice Lodron e dei suoi figli in giovane età. Il terzo figlio di Agostino, don Antonio Lodron, Arciprete della Pieve di Villa Lagarina e Canonico a Salisburgo, morti i fratelli, rimase unico proprietario del Feudo di Castellano ed ultimo dei Lodron detti di Castellano. Morì nel 1615 ed il Feudo di Castellano, passarono nelle mani del cugino Nicolò Lodron della linea di Castelnuovo che lasciò in toto Castelnuovo ai fratelli Massimiliano ed Alfonso Lodron e divenne Signore di Castellano. Nicolò morì nel 1621 e lasciò ai suoi figli Paride Lodron e Cristoforo, il Feudo di Castellano e la sua residenza, il Palazzo Lodron di Nogaredo all'interno del Feudo di Castelnuovo. I due fratelli tornarono in possesso di Castelnuovo nel 1647, alla morte di Alfonso Lodron e non essendoci discendenza maschile da lui e dai suoi fratelli Massimiliano e Carlo.

### La discendenza voluta da Paris Lodron
Dal '500, i discendenti da Pietro si dividono nelle linee di Castel Romano, di Castelnuovo di Noarna e di Castellano. 
Poi, nel corso del '600, i feudi delle tre linee sono accorpati in un'unica proprietà da Paride Lodron, arcivescovo di Salisburgo e dal fratello Cristoforo Lodron, quest'ultimo padre di Francesco Nicolò Lodron e di Paride.
Nel 1703 muore Paride, dopo 6 generazioni era l'ultimo discendente maschio della numerosa discendenza del conte Pietro. 
Paris istituì il Maggiorasco della Primogenitura Lodron assegnando i due feudi a suo fratello Cristoforo, e disponendo che successivamente sarebbe passato in eredità a Francesco Nicolò, primogenito di questi. Nel 1653 istituì la „Secondogenitura lodroniana” per Paride, il secondo figlio del fratello.
Secondo le disposizioni (riviste nel 1652 circa) relative alla "Primogenitura" dispose che il Feudo di Castellano ed il Feudo di Castelnuovo fossero compresi nella "Primogenitura" ed amministrati possibilmente da un reggente scelto tra i Lodron da tutti i membri della casa.
Nonostante l'estinzione della discendenza maschile di Cristoforo nel 1703, la Primogenitura e la Secondogenitura lodroniane, come Fedecommessi, persisterono, risultando nello stabilimento d'altri rami, adesso della linea del Castel Lodron, a Salisburgo, Innsbruck, Gmünd ed altri posti dell'Austria.
Grazie al senso di famiglia dell'arcivescovo, Sebastiano Bartolomeo e Francesco Antonio Lodron, due fratelli del ramo bresciano di Concesio, furono vescovi della diocesi di Gurk (sottoposta all'arcivescovato di Salisburgo) in Carinzia, precedentemente titolari, l'uno dopo l'altro dal 1630 al 1652 della Pieve di Villa Lagarina. 
La figlia di Paride, Caterina, sposata con il conte Giovanelli, per disposizioni testamentarie del prozio Paris, arcivescovo di Salisburgo, poté ereditare solo i beni allodiali dei Lodron lagarini che sono un infinitesimo rispetto ai tre feudi di Castelnuovo di Noarna, di Castellano e di Castel Romano e niente rispetto alle numerose proprietà nel salisburghese. Queste ultime accorpate al patrimonio dei Lodron linea della Vallagarina per opera di Paride Lodron, prozio di Caterina: numerosi castelli, rendite feudali, e più di 20.000 ettari di terreni.
La quasi totalità delle proprietà dei Lodron lagarini passarono (non senza polemiche, si fecero avanti anche i S. Antonio discendenti da Antonio, figlio illegittimo di Andrea Lodron (circa 1500 +1570), residente a S. Antonio, sopra Pomarolo) ai Lodron discendenti da Giorgio, a loro volta già divisi nella linea delle Giudicarie, di Trento e di Baviera. 
In seguito tutti i beni passarono ai Lodron di Himmelberg, in Carinzia, che ne vendettero la maggior parte. Stessa sorte subì nel 1924 il vecchio maniero di Castellano.

## Durate dei due rami
- Il ramo dei Lodron di Castellano, con capostipite Agostino Lodron e i suoi figli, durò solo dal 1534 fino alla morte di don Antonio nel 1615.
- Il ramo dei Lodron di Castelnuovo (che nel 1615 subentrarono anche nella guida del feudo di Castellano) durò dal 1532 al 1703, con la morte di Paride.

## Reggenti del ramo lagarino dei Lodron di Castellano-Castelnuovo
- Castellano e Castelnuovo di un unico proprietario:
- Pietro Lodron.
- Paride Lodron di Castellano-Castelnuovo (Paride IV o Parisotto)

- ramo di Castelnuovo:
- Nicolò Maria Lodron (1475-1548)
- Gasparo Lodron e il fratellastro Paride Lodron.
- i fratelli Massimiliano Lodron, Carlo ed Alfonso, figli di Gasparo, ed i fratelli Nicolò e Cristoforo, figli di Paride.

- ramo di Castellano:
- Agostino Lodron (1507-1540) e Andrea Lodron, figli di Paride
- Maddalena Bagarotta Lodron, moglie di Agostino, fu reggente mentre i figli erano in tenera età.
- I fratelli Agostino II Lodron, morto circa nel 1550, Felice Lodron, morto circa nel 1584, e don Antonio Lodron di Castellano (1536 - 1615).
- 1615 Nicolò Lodron di Castelnuovo subentra al cugino Antonio, lascia in toto Castelnuovo ai fratelli Massimiliano Lodron ed Alfonso Lodron suoi cugini e comproprietari di Castelnuovo assieme a lui.
- 1621 Paride Lodron ed il fratello Cristoforo Lodron (1588 - 1659)

nel 1647 muore Alfonso Lodron di Castelnuovo e Castelnuovo passo nelle mani dei fratelli Paride Lodron, arcivescovo di Salisburgo, e Cristoforo. 
- Castellano e Castelnuovo in unica proprietà
- Paride Lodron e il fratello Cristoforo Lodron (1588 - 1659)
- Francesco Nicolò Lodron (1634-1695) titolare della "Primogenitura" istituita a suo beneficio dallo zio Paride. Francesco Nicolò muore senza figli e la sua "Primogenitura" passa al fratello Paride.
- Paride Lodron (1636-1703). Paride possedeva già la Secondogenitura istituita a suo beneficio dallo zio Paris ma di tutta questa massa di beni sua figlia Caterina Lodron, sposata con un conte Giovanelli, in quanto femmina per le disposizioni testamentarie del prozio Paride, poté ereditare solo i  beni allodiali, alcuni masi nel Feudo di Castellano e poco altro. La massa di beni concentrata per lo più nel salisburghese (castelli, rendite feudali e più di 20.000 ettari di terreni) viene ereditata dai Lodron discendenti da Giorgio, conquistatore dei feudi lagarini, assieme al fratello Pietro nel lontano 1456.

Con la morte di Paride Lodron il feudo passò nelle mani dei Lodron di Castel Lodron, ai quali rimase fino al 1802, con l'avvento di Napoleone. Dopo il Congresso di Vienna, ovvero nel 1817, i Lodron austriaci di Himmelberg riottennero le giurisdizioni, alle quali vi rinunciarono nel 1842.